# أشكان
أشكان قرية تقع أبو فاطمة في جمهورية السودان في الولاية الشمالية، محافظة دنقلا على بعد 60 كيلو متر شماًلا، تعتبر آخر قرية من الشمال في محافظة دنقلا، تحدها جنوبا قرية كبرنارتي (مدوق) وشمالاً قرية تمبس ومن الغرب نهر النيل. كما أن شياخة أبو فاطمة كانت تمتد حتى وادي خليل حتى فترة قريبة.
تبلغ مساحة القرية حوالي ثلاث كيلومترات طولاً وكيلو متر واحد عرضا ويبلغ عدد سكانها حوالي 4500 نسمة يعتمـد معظم سكانها على الزراعة والتجارة وعوائد المغتربيـن . كما أن للقرية امتداد ويسمى هذا الحي بأركويت وهو مختلط بين القريتين أبو فاطمة و كبرنارتي و نسبة إلى موقعه الاستراتيجي حيث أنه محاط بالزراعة والمياه .كما أن للقرية امتداد داخل نهر النيل وتسمى جزيرة موقا حيث أن أهل القرية يشتركون في ملكية أراضيها.
يتواجد بالقرية مدرستين لمرحلة الأساس للبنين والبنات وبها مركز صحي كما أن بالقرية حوالي 13 مسجد، ومسجد جامع كبير يسع لجميع أهل القرية في الجمع والأعياد كما أن بالقرية شبكة مياه تمد القرية بالماء قامت بدعم من أبناء أبو فاطمة المغتربين وبالقرية شبكة كهرباء تمد القرية بالكهرباء قامت بدعم من أبناء أبو فاطمة المغتربين أيضًا ومشاركة الحكومة.

## التسمية
اسم القرية الأصلي (أشكان) ومعناها باللغة النوبية (مكان الماء) يرجع تاريخ القرية إلى آلاف السنين قبل الميلاد حيث مملكة النوبة القديمة حيث كانت عاصمتها في كرمة ونسبة لموقعها الاستراتيجي فقد بنى قدماء النوبة قلعة كبيرة وعالية في مدخل القرية من ناحية الشمال لصد الغزاة وليتمكن العيون من رصد كل من يدخل القرية كما أن في القرية آثار تدل على أن جيش الأنصار كانوا يصدون هجمات الإنجليز الغزاة كما أن خط السكة حديد الذي بناه كتشنر باشا يمر من الناحية الشرقية للقرية.